# Poophilus camerunensis
Poophilus camerunensis är en insektsart som beskrevs av Schmidt 1912. Poophilus camerunensis ingår i släktet Poophilus och familjen spottstritar. Inga underarter finns listade i Catalogue of Life.